# 紀元前686年
紀元前686年（きげんぜん686ねん）は、西暦（ローマ暦）による年。紀元前1世紀の共和政ローマ末期以降の古代ローマにおいては、ローマ建国紀元68年として知られていた。紀年法として西暦（キリスト紀元）がヨーロッパで広く普及した中世時代初期以降、この年は紀元前686年と表記されるのが一般的となった。

## 他の紀年法
- 干支 : 乙未
- 中国
  - 周 - 荘王11年
  - 魯 - 荘公8年
  - 斉 - 襄公12年
  - 晋 - 晋侯緡21年
  - 秦 - 武公12年
  - 楚 - 文王4年
  - 宋 - 湣公6年
  - 衛 - 恵公14年
  - 陳 - 宣公7年
  - 蔡 - 哀侯9年
  - 曹 - 荘公16年
  - 鄭 - 子嬰8年
  - 燕 - 荘公5年
- 朝鮮
  - 檀紀1648年
- ユダヤ暦 : 3075年 - 3076年

## できごと

### 中国
- 斉と魯の連合軍が郕を包囲し、郕は斉に降った。
- 斉の公孫無知が襄公を殺害して斉侯として即位した。
- 斉の管仲と召忽が公子糾（中国語版）を奉じて魯に亡命した。

## 死去
- 斉の襄公